# Leola
Leola（レオラ、3月14日 - ）は、日本の歌手。
熊本県益城町出身。所属事務所はLDH JAPAN。レーベルはワンネイション。血液型A型。アーティスト名は、ハワイ語でLeoは声、laは太陽という意味。

## 略歴
2011年、「VOCAL BATTLE AUDITION 3 ～For Girls～」のレコーディング審査（セミファイナル）で落選。その後、EXPG STUDIOでレッスンを積む。
2016年4月27日、シングル「Rainbow」でデビュー。同年、テレビドラマ『ラヴソング』のヒロイン役オーディションには落選したものの、大物歌手の役に抜擢されドラマ初出演。
2023年4月より1年間限定で、4人組ガールズキャンプユニット "Sunny Side Camp"を結成。

## 作品
順位はオリコン週間ランキングの最高位

### シングル
|   | 発売日         | タイトル                   | 順位 |
| - | -------------- | -------------------------- | ---- |
| 1 | 2016年4月27日  | Rainbow                    | 36位 |
| 2 | 2016年8月24日  | Let it fly                 | 35位 |
| 3 | 2016年11月23日 | I & I                      | 43位 |
| 4 | 2017年6月28日  | コイセヨワタシ。/ Mr.Right | 27位 |
| 5 | 2018年2月7日   | Puzzle                     | 25位 |

### 配信シングル
| 発売日         | タイトル                        |
| -------------- | ------------------------------- |
| 2016年12月9日  | Let it fly 〜X’mas version〜    |
| 2018年9月21日  | Kissing                         |
| 2018年12月4日  | キミが好きで、、、              |
| 2019年4月12日  | STAY BEAUTIFUL                  |
| 2019年5月31日  | After the Rain feat. FUKI       |
| 2019年6月28日  | Alright!                        |
| 2019年10月23日 | 海風                            |
| 2020年7月7日   | ふたり feat. JAY'ED             |
| 2020年9月29日  | ないものねだり                  |
| 2020年9月29日  | Lucky Me                        |
| 2020年11月13日 | 白いページの中に/朝が来るように |
| 2022年3月19日  | GIFT                            |
| 2023年12月22日 | ただいま feat. EXILE NESMITH    |
| 2024年4月17日  | 雨予報                          |
| 2024年8月16日  | 夏のせい                        |

### アルバム
|   | 発売日        | タイトル                  | 順位 |
| - | ------------- | ------------------------- | ---- |
| 1 | 2017年7月12日 | Hello! My name is Leola.  | 17位 |
| 2 | 2019年8月7日  | Things change but not all | 36位 |
| 3 | 2025年3月12日 | Chamomile                 |      |

### ミニアルバム
1. LOVE, LIFE & LAUGHTER（2018年8月1日） - 32位

### 参加作品
| 発売日         | 曲名                              | 収録作品                                      |
| -------------- | --------------------------------- | --------------------------------------------- |
| 2019年3月15日  | Weekend Paradise feat. Leola      | KSUKE「Weekend Paradise feat. Leola」         |
| 2020年3月11日  | どんなあなたも… feat. RAY & Leola | SPICY CHOCOLATE『TOKYO HEART BEATS』          |
| 2020年12月25日 | さるこうよ                        | EXILE NESMITH, Leola & 中田裕二「さるこうよ」 |
| 2025年8月1日   | Under The Sunset                  | Leola & GIRA MUNDO「Under The Sunset」        |

## タイアップ
| 曲名                         | タイアップ                                                        |
| ---------------------------- | ----------------------------------------------------------------- |
| Rainbow                      | フジテレビ系ドラマ『ラヴソング』挿入歌                            |
| Rainbow                      | ナガシマスパーランド「ナガシマジャンボ海水プール」CMソング        |
| Let it fly                   | Samantha Thavasa Autumn-Winter 2016 TVCMソング                    |
| I & I                        | フジテレビ系ノイタミナアニメ『舟を編む』エンディングテーマ        |
| I & I                        | ソニー「ハイレゾ級ワイヤレス」CMソング                            |
| Winter Magic                 | SISTA.J 2016-17 イメージソング                                    |
| Mr.Right                     | dTV × FOD共同制作ドラマ『Love or Not』主題歌                      |
| The way                      | NHK BS1『ワールドスポーツMLB』エンディングテーマ                  |
| コイセヨワタシ。             | 映画『兄に愛されすぎて困ってます』挿入歌                          |
| Your melody…                 | 映画『兄に愛されすぎて困ってます』挿入歌                          |
| Puzzle                       | 映画『パンとバスと2度目のハツコイ』主題歌                         |
| キミが好きで、、、           | GYAO!『私のAIする王子様 シーズン2』テーマソング                   |
| ないものねだり               | 映画『小説の神様 君としか描けない物語』挿入歌                     |
| Lucky Me                     | 映画『小説の神様 君としか描けない物語』挿入歌                     |
| 白いページの中に             | 映画『ホテルローヤル』主題歌                                      |
| ただいま feat. EXILE NESMITH | アニメ『邪神ちゃんドロップキック』エンディング曲                  |
| 夏のせい                     | テレビ熊本開局55周年記念『超写実 ホキ美術館名品展』イメージソング |
| RED                          | Jリーグ・ロアッソ熊本 公認応援ソング                              |
| My Other Side                | 演劇ドラマ『ガクヤ』主題歌                                        |

## 出演

### テレビ
- 若っ人ランド（2024年4月 - 、テレビ熊本）[11]

### テレビドラマ
- ラヴソング（2016年4月 - 6月、フジテレビ） - CHERYL 役[5]
- うちの弁護士は手がかかる 第4話（2023年、フジテレビ） - 花村藍子 役

### 舞台
- LIAR GAME murder mystery（2023年3月）[12]
- Flying Trip 第19回公演「アナザーチート」（2023年8月 - 9月）

### 広告
- SISTA.J イメージモデル（2016年）
- ソニー「h.earシリーズ」Webムービー（2016年）[13]
- 九州朝日放送「KBCイチオシ! Leola×福岡の海」インフォマーシャルCM（2018年4月23日 - 5月13日） ※九州朝日放送限定

### ラジオ
- Leolaの今日のTENKI★（2020年4月 - 2021年3月、FM AICHI）
- 増田沙織とJAY'EDとLeolaの音バズ（2020年10月 - 、ABCラジオ）[14]
- Leolaの七色ファクトリー（2021年4月 - 、FM AICHI）[15]

### その他
- ロアッソ熊本 応援アンバサダー（2024年 - ）[10]

## ライブ

### 単独
- 2017年9月29日：東京・duo MUSIC EXCHANGE
- 10月07日：大阪・UMEDA CLUB QUATTRO
- 10月09日：福岡・DRUM LOGOS
- 2018年2月04日：広島・Hiroshima CAVE-BE
- 2月09日：愛知・名古屋 Electric Lady Land
- 2月17日：熊本・熊本 B.9 V1
- 3月03日：新潟・新潟 LIVE HOUSE 柳都SHOW!CASE!!
- 3月17日：兵庫・神戸VARIT.

- 6月18日：埼玉・HEAVEN'S ROCK さいたま新都心 VJ-3
- 6月22日：熊本・熊本B.9 V2
- 6月23日：福岡・福岡DRUM Be-1
- 6月29日：山梨・甲府KAZOO HALL
- 7月06日：千葉・柏PALOOZA
- 7月12日：長野・長野CLUB JUNK BOX
- 7月13日：石川・金沢GOLD CREEK
- 7月17日：東京・SHIBUYA CLUB QUATTRO
- 7月27日：岐阜・岐阜･柳ケ瀬ANTS
- 7月28日：三重・四日市CLUB ROOTS
- 8月02日：愛知・Electric Lady Land
- 8月03日：神奈川・BAYSIS
- 8月06日：大阪・心斎橋Music Club JANUS
- 8月11日：北海道・COLONY
- 8月17日：青森・青森Quarter
- 8月18日：宮城・enn 2nd
- 8月24日：福島・郡山CLUB#9
- 8月27日、8月28日：東京・WWW X
- 8月31日：愛媛・松山サロンキティ
- 9月01日：広島・Hiroshima CAVE-BE
- 9月03日：兵庫・神戸VARIT.
- 9月04日：京都・KYOTO MUSE
- 9月07日：沖縄・桜坂セントラル

- 12月10日：大阪・Zepp Namba
- 12月17日：東京・マイナビBLITZ赤坂

- 3月28日：東京・ステラボール（新型コロナウイルスによる政府の自粛要請に従い中止）[17]

- 2024年4月27日：東京・ADRIFT

- 12月08日：熊本・Be-9 V2
- 12月14日：神奈川・横浜ReNY beta

### 合同
- LDH SHOWCASE LIVE "MUSIC BOX" Vol.1（2016年10月25日）
- MUSIC BOX Christmas Special Night（2018年12月19日）[19]
- -LeoShiz- YOYOMI
  - premium LIVE＆TALK（2023年3月25日）[20]
  - Vol.2（2023年6月3日）[21]
  - Vol.3（2023年9月30日）[22]
  - Vol.4 SPECIAL XMAS EDITION（2023年12月23日）[23]
  - Vol.5（2024年3月30日）[24]
  - Vol.6（2024年6月30日）[25]
  - Vol.7（2024年10月6日）[26]
  - Vol.8（2025年1月25日）[27]
  - Vol.9（2025年4月5日）[28]
  - Vol.10（2025年8月3日）[29]

### イベント
- Leola Live & Talk「Chase The Sun 〜9th Anniversary〜」（2025年4月26日）[30]

### 配信
- Leola Online Live scene.1 〜Covers〜（2020年9月5日、LINE LIVE-VIEWING）

### 参加
- DANCE EARTH PARTY「DANCE EARTH FESTIVAL 2017」（2017年10月14日・15日）[31]
- EXILE THE SECOND LIVE TOUR 2017-2018 "ROUTE 6・6" （2017年10月- 2018年5月）[32]
- DANCE EARTH PARTY「DANCE EARTH FESTIVAL 2018 ～SPLASH SUMMER～」（2018年7月14日〜16日）[33]

## 受賞
- FM Q LEAGUE AWARD 2016 グランプリ「Let it fly」（2016年）[34]